# The Looming Tower
The Looming Tower (littéralement La Tour qui se dresse) est une mini-série télévisée américaine, basée sur le livre du même nom (La Guerre cachée en français) de Lawrence Wright de 2006, qui a été créée sur Hulu le 28 février 2018. La série dramatique de 10 épisodes a été créée et produite par Dan Futterman, Alex Gibney et Wright. Futterman a également joué le rôle de showrunner de la série et Gibney a réalisé le premier épisode. La série met en vedette un ensemble d'acteurs : Jeff Daniels, Tahar Rahim, Wrenn Schmidt, Bill Camp, Louis Cancelmi (en), Virginia Kull, Ella Rae Peck, Sullivan Jones, Michael Stuhlbarg et Peter Sarsgaard.

## Synopsis
The Looming Tower retrace la menace croissante d'Oussama ben Laden et d'Al-Qaïda à la fin des années 1990 et comment la rivalité entre le FBI et la CIA pendant cette période a pu ouvrir la voie à la tragédie des attentats du 11 septembre 2001. La série suit les membres de l'escouade I-49 à New York et de la station Alec à Washington, DC.

## Fiche technique
- Titre original : The Looming Tower
- Réalisation : Craig Zisk, John Dahl, Ali Selim, Michael Slovis, Alex Gibney
- Scénario : Dan Futterman, Alex Gibney, Lawrence Wright
- Musique : Will Bates
- Production :	Ali Soufan, Peter Feldman, Lauren Whitney
- Sociétés de production : Wolf Moon Productions, South Slope Pictures, Jigsaw Productions, Legendary Television
- Pays d'origine :  États-Unis
- Langue originale : anglais
- Format : couleur
- Genre : Drame historique
- Durée : 50 minutes

## Distribution

### Acteurs principaux
- Jeff Daniels : John O'Neill, le chef du centre de contre-terrorisme du FBI de New York, connu sous le nom de I-49. Il est convaincu que les États-Unis ont été la cible d'attaques d'Al-Qaïda, mais est en butte à l'hostilité d'autres agences fédérales, en particulier la CIA.
- Tahar Rahim : Ali Soufan, un agent musulman libano-américain du FBI de l'escouade antiterroriste I-49 de John O'Neill qui devient finalement son protégé. Soufan est furieux de la perversion de l'islam par les ennemis des États-Unis et va jusqu'à s'infiltrer dans les espaces de rassemblement des terroristes, afin de traquer Al-Qaïda et de prévenir les attaques.
- Wrenn Schmidt : Diane Marsh, une analyste de la CIA qui travaille sous les ordres de Martin Schmidt. Comme Schmidt, elle pense que seule la CIA doit lutter contre les attaques terroristes et décide donc de dissimuler des informations au FBI. Le personnage est basé sur au moins trois personnes au sein de la CIA, dont Alfreda Frances Bikowsky (en).
- Bill Camp : Robert Chesney, un vétéran du FBI dans l'unité antiterroriste de New York. Sur le point de prendre sa retraite, il utilise ses compétences d'interrogatoire pour obtenir des renseignements importants des suspects dans la lutte contre les menaces terroristes. Chesney est le plus composé de tous les personnages principaux ; Soufan a indiqué que Chesney est un mélange d'« au moins quatre personnes ».
- Louis Cancelmi (en) : Vince Stuart, un agent du FBI intégré à la station Alec de la CIA. Sa mission est de veiller à ce que le FBI reçoive les mêmes renseignements que la CIA. Sa présence à la CIA suscite une vive méfiance. Le personnage est basé sur l'agent du FBI Mark Rossini (en).
- Virginia Kull : Kathy Shaughnessy, une agente du FBI dans l'équipe antiterroriste I-49 qui travaille en étroite collaboration avec Floyd Bennet.
- Ella Rae Peck : Heather, une enseignante en éducation spécialisée, originaire de l'Ohio, qui commence à sortir avec Soufan. Leurs rendez-vous sont constamment interrompus par le travail de Soufan au FBI, et elle trouve la nature secrète et dangereuse de son travail difficile à surmonter dans leur relation.
- Sullivan Jones : Floyd Bennet, un agent du FBI dans l'équipe antiterroriste I-49 qui travaille en étroite collaboration avec Kathy Shaughnessy. Il est un ancien membre de l'équipe SWAT de la police de l'État de New York.
- Michael Stuhlbarg : Richard Clarke, le coordinateur national pour la sécurité, la protection des infrastructures et la lutte contre le terrorisme et le conseiller en chef de la lutte contre le terrorisme au Conseil de sécurité nationale des États-Unis.
- Peter Sarsgaard : Martin Schmidt, le chef de la Station Alec, une section du Centre de lutte contre le terrorisme de la CIA. Schmidt s'oppose à O'Neill  et lui cache des informations, estimant que la CIA est la seule agence habilitée à combattre les menaces terroristes potentielles. Le personnage est basé sur l'ancien officier de la CIA Michael Scheuer (en).